# Danh sách phim lịch sử Việt Nam
Phim thời đại lịch sử Việt Nam bao gồm những bộ phim (cả điện ảnh lẫn truyền hình) lấy bối cảnh trong quá khứ, thường được phân loại ra thành nhiều khái niệm con theo nhiều cách phân loại như: 
- Theo nguồn sử:
  - Phim chính sử dựa trên lịch sử được ghi chép trong cách văn kiện lịch sử chính thúc.
  - Phim dã sử phỏng theo lịch sự được lưu truyền trong dân gian.
- Theo bối cảnh:
  - Phim cổ tích có bối cảnh hư cấu dựa trên cổ tích dân gian Việt Nam.
  - Phim cổ trang là những bộ phim thời đại lấy bối cảnh cổ đại và phong kiến trước năm 1945.
  - Phim thời đại có bối cảnh hiện đại sau năm 1945 thường được chia ra nhiều nhánh nhỏ chính, điển hình như phim về đề tài Chiến tranh Việt Nam, phim về mâu thuẫn giữa các tầng lớp trong xã hội Nam Bộ hoặc Bắc Bộ hậu phong kiến, hoặc chỉ đơn thuần là mô tả cuộc sống của con người thời hiện đại nhưng có liên kết với yếu tố lịch sử.

## Bối cảnh hư cấu
- Nghêu, Sò, Ốc Hến (1967)
- Thằng Bờm (1987)
- Thằng Cuội (1989)
- Phạm Công - Cúc Hoa (1989)
- Lá ngọc cành vàng (1989)
- Tấm Cám (1991)
- Tình người kiếp rắn (1991)
- Tráng sĩ Bồ Đề (1991)
- Dã tràng xe cát biển Đông (1995)
- Lục Vân Tiên (2004)
- Lửa Phật (2013)
- Mỹ nhân kế (2013)
- Tấm Cám: Chuyện chưa kể (2016)
- Cậu bé nước Nam (2019)
- Hai chàng hảo hớn (2019)
- Kiều (2021)

## Bối cảnh cổ đại
| • | Tên phim                         | Bối cảnh             | Nhân vật                  | Năm  | Loại     | Ghi chú                                        |
| - | -------------------------------- | -------------------- | ------------------------- | ---- | -------- | ---------------------------------------------- |
| 1 | Sơn thần thủy quái               | Hồng Bàng            | Sơn Tinh, Thủy Tinh       | 1991 | Điện ảnh | Dựa trên câu chuyện Sơn Tinh - Thủy Tinh       |
| 2 | Truyền thuyết tình yêu Thần Nước | Hồng Bàng            | Sơn Tinh, Thủy Tinh       | 1991 | Điện ảnh | Dựa trên câu chuyện Sơn Tinh - Thủy Tinh       |
| 3 | Thạch Sanh                       | Hồng Bàng            | Thạch Sanh, Lý Thông      | 1995 | Điện ảnh | Dựa trên giai thoại Thạch Sanh                 |
| 4 | Cuộc chiến với Chằn Tinh         | Hồng Bàng            | Thạch Sanh, Lý Thông      | 2014 | Điện ảnh | Dựa trên giai thoại Thạch Sanh                 |
| 5 | Ánh đạo vàng                     | Thế kỷ 7 TCN (Ấn Độ) | Siddhārtha Gautama        | 1998 | Điện ảnh | Dựa trên cuộc đời của Phật Thích Ca            |
| 6 | Người con báo hiếu               | Thế kỷ 6 TCN (Ấn Độ) | Moggallāna                | 1997 | Điện ảnh | Dựa trên câu chuyện báo hiếu của Mục Kiền Liên |
| 7 | Đôi mắt Thái tử Câu Na La        | Thế kỷ 3 TCN (Ấn Độ) | Ashoka, Padmavati, Kunala | 1997 | Điện ảnh |                                                |

## Bối cảnh phong kiến
| •  | Tên phim                                | Bối cảnh                        | Nhân vật | Năm  | Loại        | Giải thưởng |
| -- | --------------------------------------- | ------------------------------- | --- | ---- | ----------- | --- |
| 1  | Chuyện tình Mỵ Châu                     | 210–207 TCN                     | Mỵ Châu, Trọng Thủy                                                                                            | 1991 | Điện ảnh    | |
|    | She-Kings: Nữ tướng của Hai Bà Trưng    | Thế kỷ thứ 1                    | Thánh Thiên, Bát Nàn, Lê Chân, Ả Chạ, Hồ Đề, Phật Nguyệt, Quý Lan                                              | 2020 | Hoạt hình   | |
| 2  | Lửa cháy thành Đại La                   | Thế kỷ thứ 9                    | [ 1 ] | 1989 | Điện ảnh    | |
| 3  | Đinh Tiên Hoàng đế                      | 924–968                         | Đinh Tiên Hoàng                                                                                                | 2013 | Truyền hình | |
| 4  | Lý Công Uẩn: Đường tới thành Thăng Long | 974–1009                        | Lý Thái Tổ, Lê Đại Hành, Đại Thắng Minh Hoàng hậu                                                              | 2010 | Truyền hình | |
| 5  | Khát vọng Thăng Long                    | 974–1009                        | Lý Thái Tổ, Lê Long Đĩnh, Dạ Hương                                                                             | 2010 | Điện ảnh    | Cánh diều vàng 2010 (phim truyện nhựa): * Cánh diều bạc * Đạo diễn xuất sắc nhất * Nam diễn viên chính xuất sắc nhất |
| 6  | Quỳnh Hoa Nhất Dạ                       | 978–1009                        | Đại Thắng Minh Hoàng hậu                                                                                       | 2021 | Điện ảnh    | |
| 7  | Huyền sử thiên đô                       | 999–1009                        | Lý Thái Tổ | 2011 | Truyền hình | |
| 8  | Về đất Thăng Long                       | 1003–1009                       | Lê Đại Hành, Lê Trung Tông, Lê Long Đĩnh, Lý Thái Tổ                                                           | 2010 | Truyền hình | |
| 9  | Thái sư Trần Thủ Độ                     | 1210–1225                       | Trần Thủ Độ, Kiến Gia Hoàng hậu, An Toàn Hoàng hậu, Lý Huệ Tông, Lý Chiêu Hoàng, Hiển Từ Thuận Thiên Hoàng hậu | 2013 | Truyền hình | Cánh diều vàng 2012 (phim truyền hình): * Cánh diều vàng * Đạo diễn xuất sắc nhất * Biên kịch xuất sắc nhất |
| 10 | Trần Quốc Toản ra quân                  | 1281–1282                       | Trần Quốc Toản                                                                                                 | 1971 | Điện ảnh    | LHP Việt Nam lần thứ 2: * Họa sĩ xuất sắc nhất |
| 11 | Học trò Thủy Thần                       | Đầu thế kỷ thứ 14               | Chu Văn An, Con của Thủy Thần                                                                                  | 1990 | Điện ảnh    | LHP Việt Nam lần thứ 9: * Quay phim xuất sắc nhất |
| 12 | Trùng Quang tâm sử                      | Đầu thế kỷ thứ 15               | Trùng Quang Đế                                                                                                 | 2002 | Truyền hình | |
| 13 | Tể tướng Lưu Nhân Chú                   | Đầu thế kỷ thứ 15               | Lưu Nhân Chú                                                                                                   | 2016 | Truyền hình | |
| 14 | Minh Tâm kỳ án                          | Giữa thế kỷ thứ 15              | Lê Thánh Tông, Lưu Vân, Nguyễn Trí                                                                             | 2016 | Truyền hình | |
| 15 | Trạng Tí phiêu lưu ký                   | Giữa thế kỷ thứ 15              | Trạng Tí | 2021 | Điện ảnh    | |
| 16 | Thiên mệnh anh hùng                     | 1445–1457                       | Lê Thái Tông, Lê Nhân Tông, Tuyên Từ Hoàng thái hậu, Nguyễn Trãi, Nguyễn Thị Lộ, Nguyễn Anh Vũ, Hoa Xuân       | 2012 | Điện ảnh    | Cánh diều vàng 2012 (phim điện ảnh): * Cánh diều vàng * Đạo diễn xuất sắc nhất * Quay phim xuất sắc nhất * Nam diễn viên chính xuất sắc nhất LHP Việt Nam lần thứ 18: * Bông sen bạc * Đạo diễn xuất sắc                               |
| 17 | Huyền thoại Bà Đế                       | Đầu thế kỷ thứ 16               | | 1927 | Điện ảnh    | |
| 18 | Kỳ tích Bà Đen                          | Đầu thế kỷ thứ 16               | | 1989 | Điện ảnh    | |
| 19 | Kim Vân Kiều                            | Giữa thế kỷ thứ 16 (Trung Quốc) | Vương Thúy Kiều                                                                                                | 1923 | Điện ảnh    | |
| 20 | Vương Thúy Kiều                         | Giữa thế kỷ thứ 16 (Trung Quốc) | Vương Thúy Kiều                                                                                                | 1989 | Điện ảnh    | |
| 21 | Mỹ nhân                                 | 1638–1658                       | Nguyễn Phúc Lan, Nguyễn Phúc Tần, Trịnh Tráng, Tống thị, Thị Thừa                                              | 2015 | Điện ảnh    | Cánh diều vàng 2015 (phim điện ảnh): * Nữ diễn viên phụ xuất sắc |
| 22 | Trạng Quỳnh                             | Đầu thế kỷ thứ 18               | Trạng Quỳnh | 2019 | Điện ảnh    | |
| 23 | Đêm hội Long Trì                        | Cuối thế kỷ thứ 18              | Trịnh Sâm, Đặng Tuyên phi, Đặng Lân                                                                            | 1989 | Điện ảnh    | LHP Việt Nam lần thứ 9: * Quay phim xuất sắc nhất * Họa sỹ xuất sắc nhất |
| 24 | Kiếp phù du                             | Cuối thế kỷ thứ 18              | Trịnh Sâm, Hoa Dung Thái phi, Đặng Tuyên phi, Dương Thái phi                                                   | 1990 | Điện ảnh    | LHP Việt Nam lần thứ 9: * Bông sen bạc * Quay phim xuất sắc nhất * Nhạc sĩ xuất sắc nhất |
| 25 | Thăng Long đệ nhất kiếm                 | Cuối thế kỷ thứ 18              | | 1989 | Điện ảnh    | |
| 26 | Tây Sơn hiệp khách                      | Cuối thế kỷ thứ 18              | | 1990 | Điện ảnh    | |
| 27 | Ngọc Trản thần công                     | Cuối thế kỷ thứ 18              | | 1991 | Điện ảnh    | |
| 28 | Tây Sơn hào kiệt                        | Cuối thế kỷ thứ 18              | Nguyễn Nhạc, Nguyễn Huệ, Nguyễn Lữ, Lê Chiêu Thống, Ngọc Hân Công chúa                                         | 2010 | Điện ảnh    | Cánh diều vàng 2010: * Bằng khen |
| 29 | Long thành cầm giả ca                   | Cuối thế kỷ thứ 18              | Nguyễn Du, Cầm                                                                                                 | 2010 | Điện ảnh    | Cánh diều vàng 2010 (phim truyện nhựa): * Cánh diều Vàng * Biên kịch xuất sắc nhất * Họa sĩ xuất sắc nhất LHP Việt Nam lần thứ 17: * Nam diễn viên chính xuất sắc nhất * Họa sĩ thiết kế xuất sắc nhất * Giải thưởng của ban giám khảo |
| 30 | Hồi chuông Thiên Mụ                     | Giữa thế kỷ thứ 19              | | 1957 | Điện ảnh    | |
| 31 | Áo dòng đẫm máu                         | Giữa thế kỷ thứ 19              | Philípphê Phan Văn Minh                                                                                        | 1960 | Điện ảnh    | |
| 32 | Hoàng Lê nhất thống chí                 | 1767–1802                       | Lê Chiêu Thống, Trịnh Sâm, Nguyễn Nhạc, Nguyễn Huệ                                                             | 1997 | Truyền hình | |
| 32 | Phượng khấu                             | 1829–1902                       | Nhân Tuyên Thái hoàng Thái hậu, Thiệu Trị, Nghi Thiên Chương Hoàng hậu                                         | 2020 | Truyền hình | |
| 33 | Vợ ba                                   | Giữa thế kỷ thứ 19              | Mây, Xuân, Hà, Lao, Hùng                                                                                       | 2018 | Điện ảnh    | |
| 34 | Anh hùng Nguyễn Trung Trực              | Giữa thế kỷ thứ 19              | Nguyễn Trung Trực                                                                                              | 2012 | Truyền hình | |
| 35 | Người đẹp Bình Dương                    | Cuối thế kỷ thứ 19              | Tam Nương | 1957 | Điện ảnh    | |
| 36 | Bình Tây Đại Nguyên Soái                | 1859–1884                       | Trương Định | 2013 | Truyền hình | Cánh diều vàng 2013 (phim truyền hình): * Cánh diều bạc * Biên kịch xuất sắc |

## Bối cảnh thuộc địa bán phong kiến
| •  | Tên phim                   | Bối cảnh            | Nhân vật                                                             | Năm  | Loại        | Giải thưởng |
| -- | -------------------------- | ------------------- | -------------------------------------------------------------------- | ---- | ----------- | --- |
| 1  | Hoàng Hoa Thám             | 1895–1910           | Hoàng Hoa Thám, Đặng Thị Nhu                                         | 1987 | Điện ảnh    | LHP Việt Nam lần thứ 8: * Nữ diễn viên xuất sắc nhất                                                                                               |
| 2  | Hẹn gặp lại Sài Gòn        | 1895–1912           | Hồ Chí Minh, Lê Thị Huệ                                              | 1990 | Điện ảnh    | |
| 3  | Người cộng sự              | 1908–1912           | Phan Bội Châu, Asaba Sakitaro                                        | 2013 | Điện ảnh    | LHP Việt Nam lần thứ 18::l * Bông sen vàng * Nam diễn viên chính xuất sắc nhất                                                                     |
| 4  | Mê Thảo, thời vang bóng    | Thập niên 1920      | Nguyễn, Tam                                                          | 2002 | Điện ảnh    | Cánh diều vàng 2002: * Giải khuyến khích cho phim nhựa LHP Việt Nam lần thứ 14: * Thiết kế mỹ thuật xuất sắc nhất * Nữ diễn viên phụ xuất sắc nhất |
| 5  | Chúa tàu Kim Quy           | Thập niên 1920      |                                                                      | 2002 | Điện ảnh    | Cánh diều vàng 2002: * Cánh diều bạc cho phim ngắn                                                                                                 |
| 6  | Dòng máu anh hùng          | Thập niên 1920      | Derue, Sỹ, Thúy, Cường                                               | 2007 | Điện ảnh    | |
| 7  | Con nhà nghèo              | Thập niên 1930      |                                                                      | 1998 | Truyền hình | |
| 8  | Nguyễn Ái Quốc ở Hồng Kông | Thập niên 1930      | Hồ Chí Minh                                                          | 2003 | Điện ảnh    | LHP Việt Nam lần thứ 14: * Giải đặc biệt Cánh diều vàng 2003: * Cánh diều đặc biệt Giải Mai Vàng 2003 cho nam diễn viên xuất sắc nhất              |
| 9  | Lều chõng                  | Thập niên 1930      | Đoàn Vân Hạc, Ngọc                                                   | 2010 | Truyền hình | Cánh diều vàng 2009: * Cánh diều bạc cho phim dài tập * Đạo diễn xuất sắc nhất                                                                     |
| 10 | Hai khối tình              | Thập niên 1930      |                                                                      | 2015 | Truyền hình | |
| 11 | Con nhà nghèo              | Thập niên 1930      |                                                                      | 2015 | Truyền hình | |
| 12 | Con nhà giàu               | Thập niên 1930      | Thượng Tứ, Kế Hiền Toại, Nho                                         | 2015 | Truyền hình | |
| 13 | Số đỏ                      | Thập niên 1930-1940 | Xuân Tóc Đỏ                                                          | 1990 | Truyền hình | |
| 14 | Giông tố                   | Thập niên 1930-1940 | Nghị Hách                                                            | 1993 | Điện ảnh    | |
| 15 | Trò đời                    | Thập niên 1930-1940 | Xuân Tóc Đỏ                                                          | 2013 | Truyền hình | |
| 16 | Số đỏ                      | Thập niên 1930-1940 | Xuân Tóc Đỏ                                                          | 2021 | Điện ảnh    | |
| 17 | Ngọn nến Hoàng cung        | Thập niên 1940      | Từ Cung Hoàng thái hậu, Bảo Đại, Nam Phương Hoàng hậu, Bùi Mộng Điệp | 2004 | Truyền hình | Cánh diều vàng 2004 cho phim truyện dài tập |
| 18 | Mỹ nhân Sài thành          | Thập niên 1950      |                                                                      | 2018 | Truyền hình | |

## Bối cảnh hiện đại

### Đề tài phi chiến tranh
| • | Tên phim      | Bối cảnh       | Diễn viên                                                                                    | Năm  | Loại     | Giải thưởng |
| - | ------------- | -------------- | -------------------------------------------------------------------------------------------- | ---- | -------- | --- |
| 1 | Mẹ chồng      | Thập niên 1950 | Diễm My, Thanh Hằng, Ngọc Quyên, Lan Khuê, Midu                                              | 2017 | Điện ảnh | Cánh diều vàng 2017 (phim điện ảnh): * Nữ diễn viên phụ xuất sắc |
| 2 | Cô Ba Sài Gòn | 1969, 2017     | Ngô Thanh Vân, Ninh Dương Lan Ngọc, Hồng Vân, Diễm My, Vũ Phạm Diễm My, Nguyễn Cao Sơn Thạch | 2017 | Điện ảnh | Asia Star Awards: *Gương mặt châu Á LHP Việt Nam lần thứ 20: * Giải thưởng của giám khảo * Họa sĩ xuất sắc Cánh diều vàng 2017 (phim điện ảnh): * Phim xuất sắc nhất * Biên kịch xuất sắc |

### Đề tài chiến tranh Việt Nam
| •  | Tên phim                       | Bối cảnh                  | Năm  | Loại        | Giải thưởng |
| -- | ------------------------------ | ------------------------- | ---- | ----------- | ----------- |
|    | Hà Nội mùa đông năm 46         | 1946                      | 1997 | Điện ảnh    |             |
|    | Minh Nguyệt                    | 1946                      | 1997 | Truyền hình |             |
| 1  | Chung một dòng sông            | Thập niên 1950            | 1959 | Điện ảnh    |             |
| 2  | Người tình không chân dung     | Thập niên 1950 (Nam Việt) | 1971 | Điện ảnh    |             |
| 3  | Vĩ tuyến 17 ngày và đêm        | Thập niên 1950 (Bắc Việt) | 1972 | Điện ảnh    |             |
| 4  | Cánh đồng hoang                | Thập niên 1950 (Nam Việt) | 1979 | Điện ảnh    |             |
| 5  | Áo lụa Hà Đông                 | Thập niên 1950 (Bắc Việt) | 2006 | Điện ảnh    |             |
| 6  | Nổi gió                        | Thập niên 1960 (Nam Việt) | 1966 | Điện ảnh    |             |
| 7  | Cô giáo Hạnh                   | Thập niên 1960 (Bắc Việt) | 1966 | Phim ngắn   |             |
| 8  | Xin nhận nơi này làm quê hương | Thập niên 1960 (Nam Việt) | 1970 | Điện ảnh    |             |
| 9  | Chân trời tím                  | Thập niên 1960 (Nam Việt) | 1971 | Điện ảnh    |             |
| 10 | Không nơi ẩn nấp               | Thập niên 1960 (Bắc Việt) | 1971 | Điện ảnh    |             |
| 11 | Trên đỉnh mùa đông             | Thập niên 1960 (Nam Việt) | 1972 | Điện ảnh    |             |
| 12 | Dòng sông phẳng lặng           | Thập niên 1960 (Nam Việt) | 2005 | Truyền hình |             |
| 13 | Đường thư                      | Thập niên 1960 (Nam Việt) | 2005 | Điện ảnh    |             |
| 14 | Tọa độ chết                    | Thập niên 1960 (Bắc Việt) | 2006 | Điện ảnh    |             |
| 15 | Đừng đốt                       | Thập niên 1960 (Bắc Việt) | 2009 | Điện ảnh    |             |
| 16 | Những người viết huyền thoại   | Thập niên 1960            | 2013 | Điện ảnh    |             |
| 17 | Đất khổ                        | Thập niên 1970 (Nam Việt) | 1971 | Điện ảnh    |             |
| 18 | Bài ca ra trận                 | Thập niên 1970 (Bắc Việt) | 1973 | Điện ảnh    |             |
| 19 | Mộng Thường                    | Thập niên 1970 (Nam Việt) | 1974 | Điện ảnh    |             |
| 20 | Em bé Hà Nội                   | Thập niên 1970 (Bắc Việt) | 1975 | Điện ảnh    |             |
| 21 | Mối tình đầu                   | Thập niên 1970 (Nam Việt) | 1977 | Điện ảnh    |             |
| 22 | Ngọn lửa Krông Jung            | Thập niên 1970 (Nam Việt) | 1980 | Điện ảnh    |             |
| 23 | Ván bài lật ngửa               | Thập niên 1970 (Nam Việt) | 1982 | Điện ảnh    |             |
| 24 | Bao giờ cho đến tháng mười     | Thập niên 1970 (Nam Việt) | 1984 | Điện ảnh    |             |
| 25 | Biệt động Sài Gòn              | Thập niên 1970 (Nam Việt) | 1986 | Truyền hình |             |
| 26 | Lưỡi dao                       | Thập niên 1970 (Nam Việt) | 1995 | Điện ảnh    |             |
| 27 | Trường Sơn ngày ấy             | Thập niên 1970 (Nam Việt) | 1999 | Truyền hình |             |
| 28 | Hà Nội 12 ngày đêm             | Thập niên 1970 (Bắc Việt) | 2002 | Điện ảnh    |             |
| 29 | Giao thừa                      | 1971 (Nam Việt)           | 2009 | Điện ảnh    |             |
| 30 | Mùi cỏ cháy                    | 1972 (Bắc Việt)           | 2013 | Điện ảnh    |             |
| 31 | Tự thú trước bình minh         | 1975 (Nam Việt)           | 1979 | Điện ảnh    |             |
| 32 | Giải phóng Sài Gòn             | 1975 (Nam Việt)           | 2005 | Điện ảnh    |             |
| 33 | Sống trong sợ hãi              | 1975 (Việt Nam)           | 2005 | Điện ảnh    |             |